# Thamniopsis utacamundiana
Thamniopsis utacamundiana är en bladmossart som beskrevs av William Russell Buck 1987. Thamniopsis utacamundiana ingår i släktet Thamniopsis och familjen Hookeriaceae. Inga underarter finns listade i Catalogue of Life.